# Wald- und Forstmuseum (Heidelbeck)
Das ehemalige Wald- und Forstmuseum war ein Museum in Heidelbeck, einem Ortsteil der Gemeinde Kalletal im Kreis Lippe in Nordrhein-Westfalen.

## Beschreibung
Die Idee zum Aufbau eines Wald- und Forstmuseums entstand in den 1970er Jahren. Im September 1985 wurde das Museum eröffnet. Als Hauptgebäude nutzte das Museum die auf das Jahr 1537 datierte frühere Wassermühle des Schlosses Heidelbeck, die auch unter Denkmalschutz steht. Zuvor wurde die Mühle vom Landesverband Lippe als Forsthaus genutzt. Daneben besaß das Museum ein Fachwerkhaus aus dem Jahre 1733 und eine Gattersäge aus dem 19. Jahrhundert.
Die Sammlung des Museums umfasste die Themen Forst, Wald und Jagd. Die Darstellung der regionalen Tierarten anhand von Präparaten sowie deren Gefährdung durch den Eingriff des Menschen waren ein Schwerpunkt der Ausstellung. Des Weiteren wurde die Entwicklung der Jagdwaffen und Jagdmethoden vom Mittelalter bis zur Neuzeit dokumentiert. Anhand historischer Waldbaugeräte wurde die Entwicklung der Forstwirtschaft dargestellt. Die Dauerausstellung „Historisches Fischereiwesen und Gewässerkunde in Lippe“ beschäftigte sich mit Stephan Ludwig Jacobi, dem Begründer der künstlichen Besamung in der Fischzucht. Daneben gab es noch jährlich wechselnde Sonderausstellungen.
Das Museum wurde seit 1992 gemeinsam vom Landesverband Lippe und der Gemeinde Kalletal betrieben. Museumssaison war von Karfreitag bis zum 1. November, jeweils Samstag, Sonntag und an Feiertagen sowie für Gruppen nach Vereinbarung.
Nach einer zunächst geplanten, dann aber gescheiterten Umstrukturierung und Neuausrichtung des Museums zum „Wald- und Erlebniszentrum“ durch die Gemeinde Kalletal und den Kreis Lippe wurde das Museum 2023 endgültig geschlossen.